# Peter van Boucle

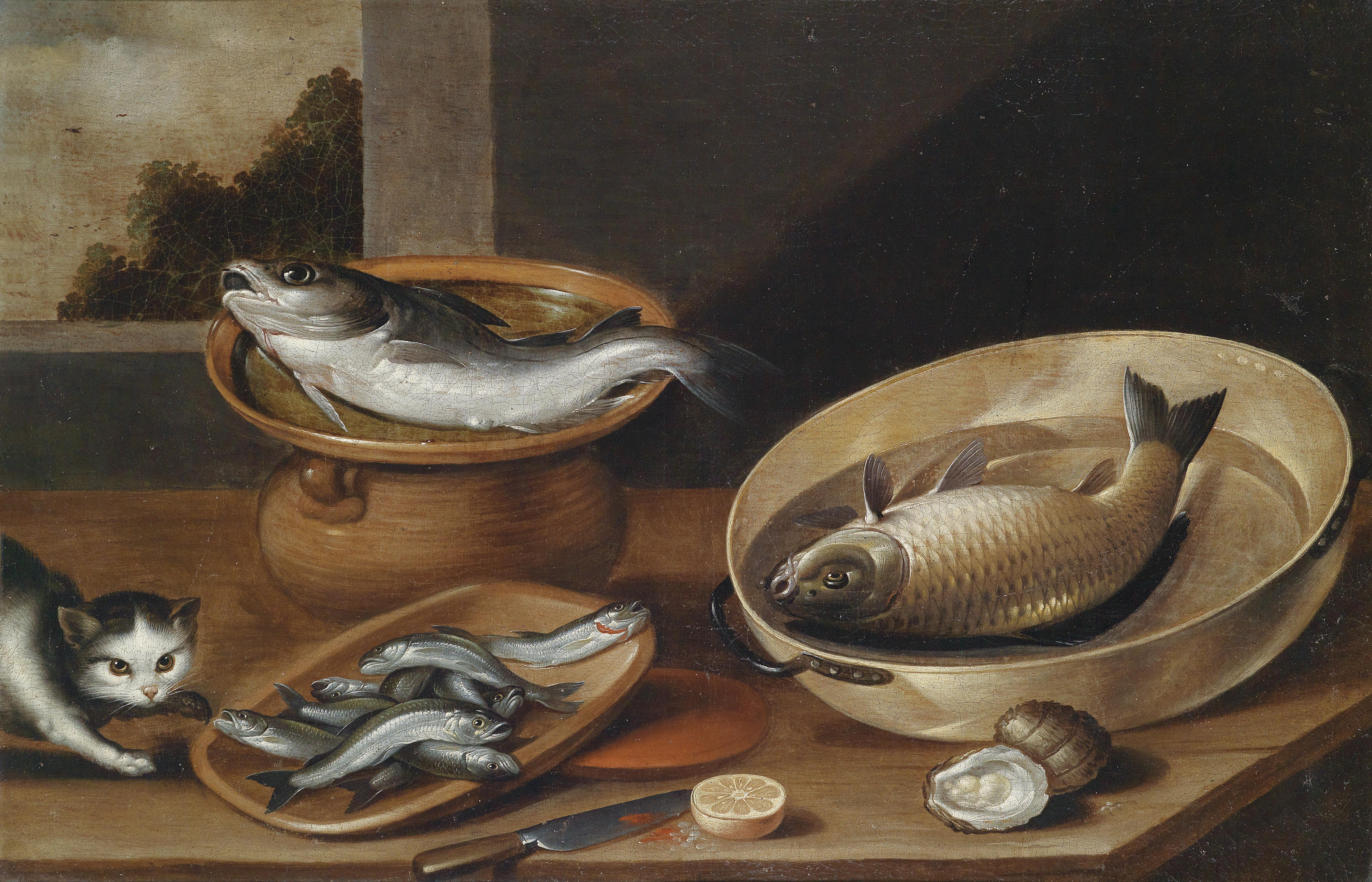
Stilleven van vis met kat

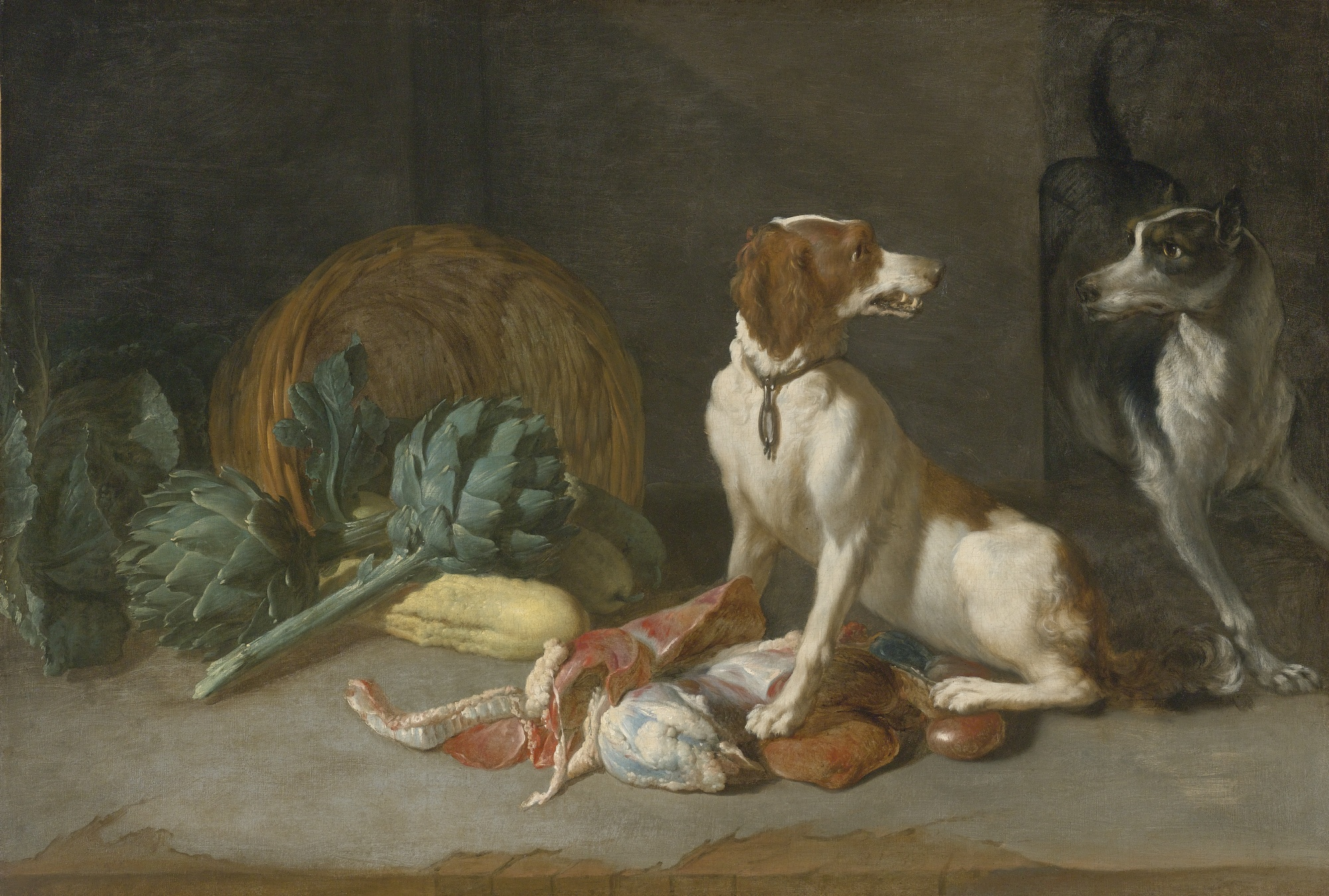
Twee honden met een stilleven

Peter van Boucle (ook Peter van Boeckel, Pieter van Boeckel, Pièrre van Boucle, Pieter van Boeckel, Pieter van Bouck, Pieter van Boucle, Pieter van Bouck, Pieter Boucle, Pierre van
Boucle) (tussen 1600 en 1610(?), waarschijnlijk Antwerpen, - 1673, Parijs) was een Zuid-Nederlands schilder van stillevens die een groot deel van zijn leven in Parijs actief was.

## Biografie
Er is weinig informatie bekend over het leven en de opleiding van Peter van Boucle. Hij beweerde dat hij een leerling was van Frans Snijders maar er zijn in Antwerpen geen geschreven bronnen voorhanden die de bewering kunnen staven. Er zijn echter stilistische overeenkomsten in de kunstwerken die doen vermoeden dat hij in de nabijheid van Frans Snijders heeft gewerkt. Zijn vader Carel was een graveur, die in 1603 een meester was geworden in het Gilde van St. Lucas van Antwerpen en in 1617 naar Parijs was uitgeweken. In 1623 werd hij samen met zijn vader in Parijs geregistreerd. Er waren op dat ogenblik vele Vlaamse kunstenaars actief in de Parijse wijk Saint-Germain-des-Près.
Volgens de vroege Franse biograaf Florent le Comte stierf hij ondanks zijn success in ellende omwille van zijn losbandige leven.

## Werken
Van Boucle tekende zijn werken met de initialen PVB en zijn werken worden daarom soms verward met die van andere kunstenaars zoals Pieter van den Bos.
Van Boucle schilderde vooral stillevens en schilderijen van dieren. Hij wordt beschouwd als een van de beste animaliers van Vlaanderen, samen met Pieter Boel en Nicasius Bernaerts. Hij werkte voor verscheidene patroons, zowel edelen en hovelingen als winkelhouders.  Zijn werk is daardoor erg verspreid en bevindt zich vooral in privécollecties. Hij schilderde hij een groot aantal werken die zinspelen op rijkdom en luxe. Deze elementen zijn zichtbaar in zijn stillevens, waarin de glans van groenten en fruit contrasteert met de gloed van sieraden, zilverwerk en andere objecten. Hij was erg bedreven in het inspirerend en glad weergeven van Chinees porselein dat vaak aanwezig is in zijn schilderijen.